# Humitat relativa crítica
La humitat relativa crítica (HRC) d'una sal es defineix com la humitat relativa de l'atmosfera circumdant (a una certa temperatura) en la qual el material comença a absorbir humitat de l'atmosfera i per sota del qual no ho farà.
Quan la humitat de l'atmosfera és igual a (o és més gran que) la humitat relativa crítica d'una mostra de la sal, la mostra prendrà aigua fins que tota la sal es dissol per donar una solució saturada. Totes les sals solubles en aigua i mescles tenen humitats crítiques característics.
La humitat relativa crítica de la majoria de sals disminueix en augmentar la temperatura. Per exemple, la humitat relativa crítica de nitrat d'amoni disminueix un 22% en passar d'una temperatura de 0 °C a 40 °C (32°F a 104°F).
La següent taula mostra la humitat relativa crítica de diverses sals fertilitzants:
| Sal               | Humitat relativa crítica (%) |
| ----------------- | ---------------------------- |
| Nitrat de calci   | 46.7                         |
| Nitrat d'amoni    | 59.4                         |
| Nitrat de sodi    | 72.4                         |
| Urea              | 72.5                         |
| Clorur d'amoni    | 77.2                         |
| Sulfat d'amoni    | 79.2                         |
| Fosfat diamònic   | 82.5                         |
| Clorur de potassi | 84.0                         |
| Nitrat de potassi | 90.5                         |
| Fosfat monoamònic | 91.6                         |
| Fosfat monocàlcic | 93.6                         |
| Sulfat de potassi | 96.3                         |